# L'Or blanc
Pour plus de détails, voir Fiche technique et Distribution.
L'Or blanc (titre original : Weißes Gold) est un film austro-suisse réalisé par Eduard von Borsody sorti en 1949.

## Synopsis
Le vieux fermier Vergeiner dirige sa ferme tyrolienne, qui appartient à la famille depuis environ 300 ans, avec la plus grande conviction et ne croit pas à l'arrivée de la modernité. Son fils cadet Konrad donne également un coup de main à la ferme. Un jour, son fils aîné Andreas revient à la ferme. Le jeune homme a fait carrière comme ingénieur dans une centrale hydroélectrique et annonce maintenant à son père qu'il doit abandonner la Vergeinerhof, car un énorme barrage doit être construit à proximité. Pour ce faire, il faut modifier le cours de l'eau, qui alimentait auparavant la ferme du père. Une violente dispute s'ensuit rapidement entre le vieil homme têtu, qui rejette strictement le changement, et Andreas Vergeiner. Le vieux Vergeiner expulse son fils de la cour. À la fin, il y a des différends juridiques, mais le patriarche de la cour ne peut rien changer au tribunal.
La dispute entre vieux et jeunes, entre hier et modernité, rend l'épouse du vieux fermier gravement malade. Quand elle est mourante, son mari doit lui jurer qu'un jour il pardonnera à Andreas. Les travaux de construction de la centrale progressent bien et un nouveau conflit surgit : Konrad ne supporte pas le rôle que joue son frère aîné dans toute l'affaire, et il est jaloux que la jolie Angela ait gardé un œil sur Andreas. Konrad vole alors de la dynamite à l'équipe de construction afin de faire sauter le barrage de la centrale électrique. Au dernier moment, Andreas peut l'en empêcher. Finalement, Angela menace presque de se noyer dans le réservoir, mais elle est sauvée par Konrad. Toute la famille se réconcilie. Andreas trouve un nouvel amour chez la jeune dessinatrice Maggie et peut également proposer une solution structurelle qui complétera le projet de construction d'une part et préservera la Vergeinerhof d'autre part.

## Fiche technique
- Titre : L'Or blanc
- Titre original : Weißes Gold
- Réalisation : Eduard von Borsody assisté de Karl Leiter
- Scénario : Alexander Lix, Eduard von Borsody
- Musique : Alois Melichar
- Direction artistique : Julius von Borsody
- Photographie : Walter Riml
- Son : Hermann Storr
- Montage : Ira Oberberg
- Production : Kurt Hartmann
- Sociétés de production : Österreichische Film GmbH, Neue Interna Film AG
- Sociétés de distribution : Sascha Filmverleih
- Pays d'origine :  Autriche,  Suisse
- Langue : allemand
- Format : Noir et blanc - 1,37:1 - Mono - 35 mm
- Genre : Drame
- Durée : 89 minutes
- Dates de sortie :
  -  Suisse : 11 mars 1949.
  -  Autriche : 22 avril 1949.
  -  Allemagne : 7 août 1950.

## Distribution
- Heinrich Gretler : Vergeiner
- Alma Seidler : son épouse
- Robert Freitag : Andreas, leur fils aîné
- Armin Dahlen (de) : Konrad, leur fils cadet
- Angela Salloker : Angela
- Ursula Lingen : Maggie, dessinatrice en construction
- Rolf von Nauckhoff : L'ingénieur Hopkins
- Hermann Erhardt (de) : Le fermier bavard
- Karl Günther : Le directeur général Urban
- Oskar Hugelmann (de) : Le bourgmestre
- Walter Ladengast : Schneider-Sepp
- Tonia Nitroff : Müller-Marie
- Hugo Riedl : Le prêtre
- Anneliese Tausz : Kathi
- Ena Valduga : Bärnhoferin